# サウンドスペル

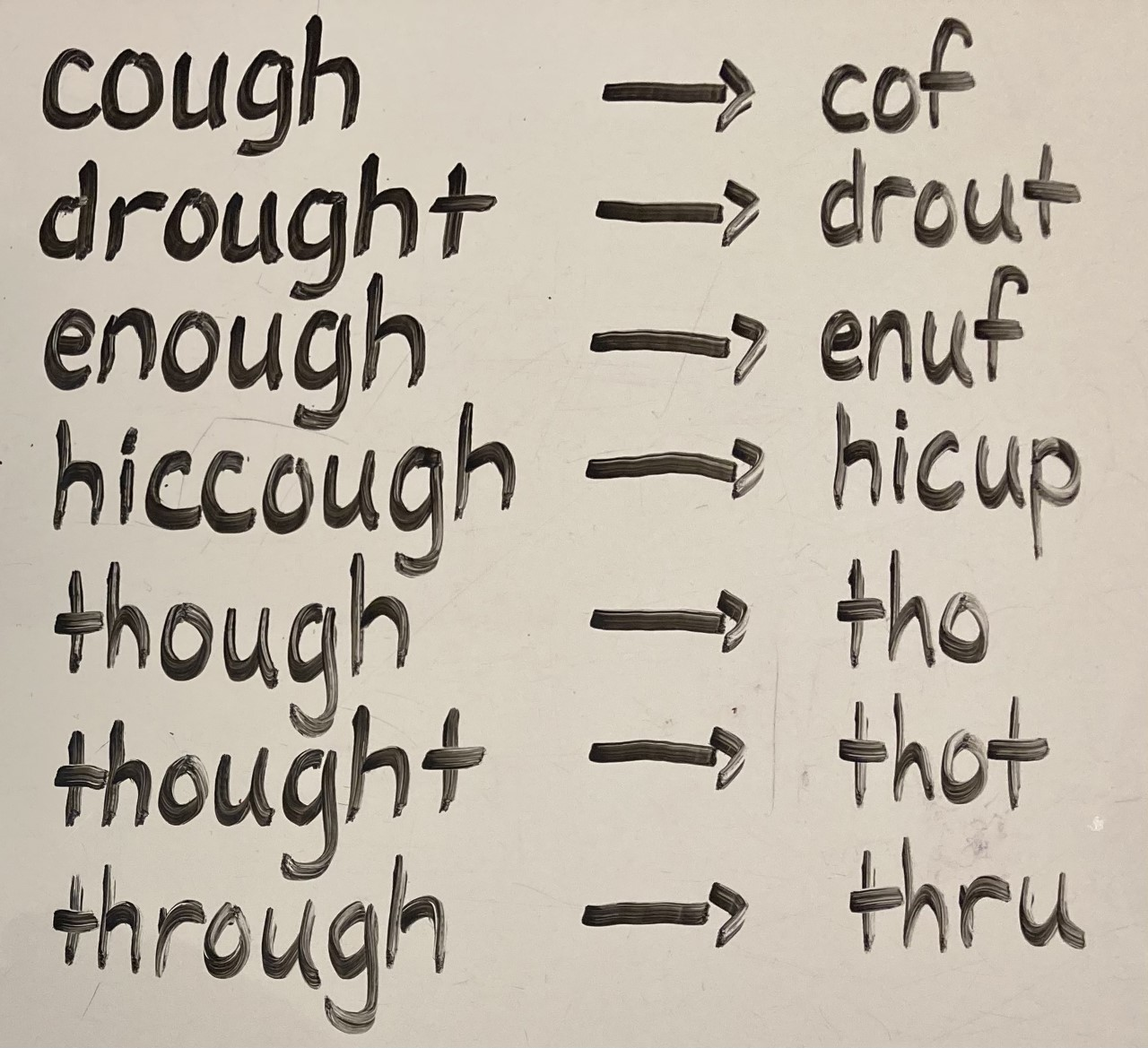
サウンドスペルで書かれた伝統的なスペリング。四重音字-ough-を含む一般的な英語の単語による

サウンドスペル (SoundSpel) は、規則的で概ね音素レベルで表音的な多種方言対応の英語綴り字改革案であり、もともとは一般米語に基づいている。
26文字のISO基本ラテンアルファベットで書かれ、つまり、現代英語のアルファベットを逸脱した発音区別符号や記号を使わない。1910年までさかのぼり、英語の綴り字は必要以上に複雑だという広く持たれた信念に呼応して開発された。英語話者がたやすく読めるという理由でアメリカンリテラシーカウンシル(American Literacy Council)によって支持されている。

## 歴史
1910年に、文献学者 アレクサンダー・ジョン・エリス(Alexander John Ellis) は、今では "Classic New Spelling" として知られるシステムを開発・発展させる際に大きな役割を果たした。ウォルター・リップマン(Walter Ripman) と ウィリアム・アーチャー(William Archer) がそのシステム New Spelling (NuSpelling) の最初の辞書を書いたが、1941年に簡略綴り字協会(Simplified Spelling Society)（現在の English Spelling Society）によって再出版された。
1960年代の初期に、Sir James Pitman は、サウンドスペルの先輩格のひとつとなった "Initial Teaching Alphabet" (I.T.A. or i.t.a.) を開発した。
1969年、ゴドフリー・デューイ(Godfrey Dewey) は、リップマンとアーチャーの著作を改良して World English Spellingをつくった。デューイ と 卓越した植字工でインターナショナル・タイプフェイス・コーポレーションのCEOだったエドワード・ロンターラー(Edward Rondthaler) は、1971年から連絡をとった。
1986年、American Language Academy が  ロンターラーとエドワード・ライアス(Edward Lias)によって書かれた本であるDictionary of Simplified American Spellingを出版した。 それは、より明快なルールとよりよい書記素・音素の対応関係をもって、英語の綴りの改良を求めるものである。それの指針は、Classic New Spelling ほど厳格に音素ベースの表音性を持つものではなかった。---たとえば、/θ/ と /ð/ の音は、伝統的綴り字にしたがうように、⟨th⟩ の書記素であらわされる。Classic New Spelling は、そうではなく、それぞれ ⟨th⟩ and ⟨dh⟩ を選択している。
そのシステムは、1987年から、さらに改正され、そしてサウンドスペル(SoundSpel)となった。

## 文字と発音の対応関係
サウンドスペル(SoundSpel)は、体系的な綴り字改革案であり、かなり表音主義に近いが、綴りと発音の１対１の対応を常に求めるわけではない。もともとの英語らしさをのこそうとしている部分もある。ただし、いわゆるサイレントeは、a, e, i, o, u の直後につけて、ae, ee, ie, oe, ue のような二重音字を形成する。
書記素(綴り)と国際音声記号(IPA)を示す。サウンドスペルと伝統的綴り字が異なる場合、カッコ内に入れて示す。
| Spelling | Major values (IPA) | Examples           | Minor values (IPA)           | Examples                           |
| -------- | ------------------ | ------------------ | ---------------------------- | ---------------------------------- |
| a        | [æ], 語末で[ə]     | sat, stigma        | [ə], [ɔː]                    | ago, all                           |
| e        | [ɛ]                | frend (friend)     | [ə], [iː] (接頭辞), [ɪ], [i] | novel, jeografy (geography), event |
| i        | [ɪ], 語末で[aɪ]    | did, hi (hi, high) | [ə], [ɪ], [i]                | eezily (easily), trivial           |
| o        | [ɒ], 語末で[oʊ]    | dot, lo (lo, low)  | [ə], [ɔː]                    | lemon, cross                       |
| u        | [ʌ]                | stun (stun)        |                              |                                    |

| Spelling | IPA   | Examples                  |
| -------- | ----- | ------------------------- |
| ae       | [eɪ]  | S/sundae (Sunday, sundae) |
| ee       | [iː]  | see (see, sea)            |
| ie       | [aɪ]  | ie (eye, aye)             |
| oe       | [oʊ]  | coed (code)               |
| ue       | [juː] | cue (cue, queue)          |

| Spelling | IPA  | Examples                      |
| -------- | ---- | ----------------------------- |
| aa       | [ɑː] | faather (father), spaa(spa)   |
| au, aw   | [ɔː] | maul (maul), saw (saw)        |
| ou, ow   | [aʊ] | our (hour/our), tower (tower) |
| oi, oy   | [ɔɪ] | coin, toy                     |
| oo       | [uː] | moon                          |
| uu       | [ʊ]  | guud (good)                   |

| Spelling | IPA         | Examples                     |
| -------- | ----------- | ---------------------------- |
| ar       | [ɑːr]       | ark (arc, ark)               |
| er       | [ɜːr], [ər] | merj (merge), biter (bitter) |
| or       | [ɔːr]       | lor (lore)                   |
| ur       | [ɜːr]       | turn, concur                 |

| Spelling | IPA    | Examples                   |
| -------- | ------ | -------------------------- |
| arr      | [ær]   | marry                      |
| err      | [ɛr]   | cherry                     |
| orr      | [ɒr]   | sorry                      |
| aer      | [ɛər]  | flaer (flair, flare)       |
| eer      | [ɪər]  | teer (tier, tear)          |
| uer      | [jʊər] | secuer (secure)            |
| uur      | [ʊər]  | aluur (allure), tuur(tour) |

## 説明
- a, e, i, o, u は、「短音」も「弱母音」もあらわす。さらに、all の a は /ɔː/、e は be, me, we などで「長音」、i と o は語末で「長音」、u は U (= you) で「長音」をあらわす。
- /æ/ の音に対して a を用いる。
- /ɛ/ の音に対して e を用いる。
- /ɪ/ の音に対して i を用いる。
- /ɒ/ の音に対して o を用いる。
- /ʌ/ の音に対して u を用いる。
- ae, ee, ie, oe, ue は、ルール上は必ず同じ読み方になる。
- /eɪ/ の音に対して ae を用いる。-ay は使わないことになっている。[12][13]
- /iː/ の音に対して ee を用いるが、be, me, he, she, we などは例外として容認されている。
- /aɪ/ の音に対して ie を用いる(die, pie, tie)が、語末では -i も認められる(pi, spi)。I, eye, aye は、それぞれ I, ie, ie である。
- /oʊ/ の音に対して oe を用いるが、語末では -o も認められる(go, no, so)。doe, toe などはそのまま。know は noe に。sew は soe に。
- /juː/ の音に対して ue を用いるが、U (= you) は例外。
- /uː/ の音に対して oo を用いる。
- /ʊ/ の音に対して uu を用いる。
- /ɔɪ/ の音に対して oi を用いる。のちに oy も用いられるようになった(boy, soy, toy)。ただし、oyster は oister に。
- /aʊ/ の音に対して ou も ow も用いられる。
- /ɔː/ の音に対して au も aw も用いられる。all の a は /ɔː/をあらわすが、ball, call, fall, small, wall などは、baul, caul, faul, smaul, waul になる。false は faulss になる。o が ff, ss, ng などの直前で/ɔː/をあらわすこともある。
- /ɑː/ の音に対して aa を用いる。
- /ɑːr/ の音に対して ar を用いる。
- /ɔːr/ の音に対して or を用いる。
- /ɜːr/ の音に対して ur を用いる。
- /ər/ の音に対して er を用いる。
- /ɛər/ の音に対して air を用いる。新しいルールでは aer を用いる。[14][15]
- /iːr/ の音に対して eer を用いる。
- /jʊər/ の音に対して uer を用いる。
- /ʊər/ の音に対して uur を用いる。[14]

- /k/ の音に対して c も k も用いられる。(ただし "ck" は用いない。)
- th が有声音でも無声音でも使われる。(サウンドスペルでは、thy と thigh の区別も、sheath と sheathe の区別も、できない。)
- x が有声音でも無声音でも使われる。
- y は語末では常に body の -y の発音で使われる。語末では -i が /aɪ/ の音をあらわす。[16]
- 名詞の複数形の語尾は発音に関係なく -s, -es を使うが、動詞の過去形・過去分詞形の語尾は発音通りに書く。[17]

詳細は、リンク先を参照。

## 公式サイトでの５つのルール
公式サイトでは、「サウンドスペルはシンプルなルールに基づいている」として、つぎのような５つのルールがのせてある。
1. 「短い」母音　a, e, i, o, u は[21]、１つの文字で：sat, set, did, dot, cut
2. 「長い」母音　ae, ee, ie, oe, ue は、じかに e をくっつける：sundae, see, die, toe, cue[22] [23]
3. 発音しない文字は書かない。[24]
4. たいていの子音字は二重にしない。[25]
5. f, s, j のような子音字は、一貫して１つずつの音と綴り。[26]

## ルール変更
サウンドスペルのルールは、少しずつ変化している。アメリカンリテラシーカウンシルの公式サイトでは、新しいルールが使用例に反映されている。ただし、Tools のページにある WEBPAGE TRANSLATOR は、古いルールに基づくままになっている。たとえば -tion の場合、新しいルールでは -shon であるが、古いルールの -shun のままになっている。
また、ワードリストも存在する。https://github.com/AmericanLiteracy/soundSpel を経由して、サウンドスペルワードリストが閲覧できる。こちらは新しいルールに基づいている。

## 使用例の矛盾
「サウンドスペルでは単語はきこえるとおりに綴る」というわけで、５つのルールにつづいて、綴りかえの実例が示される。birth, earth, journey が、burth, urth, jurny になる。nation は naeshon になる。そういったことは、「５つのルール」には含まれていない。

### Rつき母音の綴り
たとえば、air, bear, care は、かつてのサウンドスペルでは air, bair, cair になるものだったが、公式サイトでのルールによれば aer, baer, caer へと変更される。
サウンドスペル使用例のページ、ピーターラビットの場合、
Wunss upon a tiem thaer wer foer litl Rabits, and thaer naems wer — 
Flopsy, Mopsy, Coton-tael, and Peeter.
その文では、there も their も "thaer" になっている。そして、were は "wer" に、four は "foer" になっているが、サウンドスペルの書記素としては -oer- はルール上は示されていない。
さらに読み進めると、
'Now mi dears,' sed oeld Mrs. Rabit wun morning, 'U mae go into th feelds or doun th laen, but don't go into Mr. McGregor's garden: yuur Faather had an aksident thaer; he wuz puut in a pie bi Mrs. McGregor.'
"dears" を("deers" とは書かず)そのまま使う理由は混乱の回避と思われる。動物が出てくる物語で "deers" を使ったら文脈で意味を理解するとしても困惑する要因となりうる。

### 同音異義語
サウンドスペルでは、同音異義語の区別を(ほとんど)しない。deer と dear は、ルール上は同じ綴りになる。
ただし、be と bee、pi と pie、no と noe(know)、so と soe(sew, sow)、throo(threw) と thru(through) のように、区別される例もある。
さらに、miner と minor は miener, mienor のように区別されるし、profit と prophet は profit, profet のように区別される。ストレスのない音節の母音字は(基本的には)変えないためである。。

## ルールいろいろ

### au, ou と aw, ow の区別
それぞれの発音につき１つの書記素への対応へと完全に移行するのは英語の読み手には要求過多なので、 これらの二重音字は２つのルールで支配する。
⟨ou⟩ と ⟨au⟩ は、必ず子音字がうしろにつづき、そして、語根や単語のおわりには使わない。(e.g., oul が旧来の owl の代わりに、aukward が旧来の awkward の代わりに用いられる。)
⟨ow⟩ と ⟨aw⟩ は、単語のはじまりには使わない。(e.g., plowing, flawd for flawed).
旧来の綴りを変えるという点においてはこれらの例は例外だが、そのルールはサウンドスペルの見た目を伝統的綴り字に近づけるために意図されている。

### ⟨c⟩ と ⟨k⟩ の使いかた
サウンドスペルでは、/k/ の音は、２つの書記素であらわされる。⟨c⟩ と ⟨k⟩ である。
⟨k⟩ は、e, i, y の文字の前(e.g., keebord が keyboard の代わりに、kil が kill の代わりに、そして munky が monkey の代わりに) と、閉音節の終わりで、使われる(e.g., qik for quick, bakpak for backpack)。
⟨k⟩ は、また、屈折語尾や接尾辞がつくときに語根の一貫した綴りを維持するために使われる(e.g., qikly for quickly)。
書記素の ⟨c⟩ は、ほかのあらゆるケースで使われる。これらのルールは、フランス語のような発音をふせぐためである。

### 語末の ⟨i⟩ と ⟨o⟩
長い i (/aɪ/) と長い o (/oʊ/) は、単語のおわりでは１つの文字で go, afro, fli, and deni のように書いてよいが、lieing and flies などのように語末でないときは e をつけて母音の長さを示す。ゆえに、banjo、複数形は banjoes になる。これらの単語おわりのやりかたは、例外に干渉すべきではない。たとえば、toe という単語は、綴りをそのままにして、to との混乱をさけねばならない。さらには、⟨e⟩ の維持がストレスを示すのに役に立つこともありうる。たとえば、bellow は belo と綴ってストレスが第１音節にあることを示し、below は ⟨e⟩ を再導入して beloe と書く。

### ⟨th⟩ と ⟨x⟩ の発音
伝統的二重音字 ⟨th⟩ は、有声音の /ð/ も 無声音の /θ/ もあるが、綴りの変更はない。綴り字改革者のなかには、thh や dh (edhに由来) などを使って /ð/ をあらわすことを提案する人もあるが、サウンドスペルは不本意ながらも両者を拒絶して、伝統的綴り字との視覚的親和性という利益をとる。さらに、無声音の th が、有声音を５対１で上回る。
1986年のルールで、⟨x⟩ の文字はうしろに母音字がくると /gz/ の発音(e.g., exam, exult)になる。そうでないときは、/ks/ の発音(expect, fox)になる。母音字が /ks/ の発音につづくとき、サウンドスペルは x のうしろに s をいれる(axsis for axis, exsodus for exodus)ことによってルールをささえまもる。他方では、Rondthaler(ロンターラー)は、1999年に、⟨x⟩は /ks/ と /gz/ の両方をあらわせると書いており、書き方の表音性は劣るが < s > の挿入ルールを必要としないことになる。

### /ɔː/の音に対応する綴り
/ɔː/ の音は、ふつうは ⟨au⟩ や ⟨aw⟩ で綴られるが、二重音字 ⟨ll⟩ は直前の ⟨a⟩ が /ɔː/ の発音であることを示す：fall, tall, call などのように、それらは、さもなくば faul, taul, caul のようにそれぞれ綴ることになるだろう。同様に、⟨o⟩ は、２つの f (e.g., offer) や２つの s (cross) の前で、そして、たいていの  ⟨ng⟩ (long, strong) の前では、/ɔː/ の音で発音される。

### シュワーとシュウィー
organ, novel, pencil, lemon などのような単語のストレスのない音節で、弱音節のシュワー(/ə/)音の綴りは変化しない。ただし、(もとの)伝統的綴り字がサウンドスペルにおける発音ミスをあらわさないかぎりは、であるが。(ゆえに、mountain の綴りは mounten になる。)シュウィー(half "ee")音をあらわす場合、発音は一様ではないが、SoundSpel には３つのルールがある。単語の第１音節なら ⟨e⟩ をつかう(e.g. event, eqip for equip)、⟨i⟩ はシュワーとの ia, io, iu のような組み合わせ(e.g. insomnia, joevial for jovial)で、そして、⟨y⟩ は語末あるいは語中でシュワーの a, o, u が後続しない場合 (e.g. raedyo for radio, joevyality for joviality)に使われる。
単音節語 (e.g., bee) やその派生語 (e.g., hunybee for honeybee, as opposed to hunyby) において y を語末で使うことは、思いとどまる。⟨y⟩ の文字は、また、書記素どうしの曖昧さを防ぐために使われるべきである：たとえば、terryer (terrier) や audyens (audience) のような単語で、（y を使わないと）⟨ie⟩ が /aɪ/ の音で発音されてしまうことになるだろう。Rondthaler と Lias によると、このシステムは、リップマンのシステムのたいていのロジックとデューイの表記法のたいていの視覚的親和性の組み合わせである。

### ストレスのない ⟨er⟩, ⟨ar⟩, ⟨or⟩ ("schwer")
Rondthaler と Lias は、schwers(シュワーと二重音字⟨er⟩のカバン語)のこととなると、決断力に欠ける。そこでは、ストレスのあるＲつき母音(i.e., /ɑːr/ and /ɔːr/) が、早口になるとストレスのない母音(i.e., /ər/)になる。かれらによれば、"ある種のストレスのない音節は、定められたルールによれば省略されると(いうような提案があったという)、つまりRつき弱母音が⟨r⟩だけになって(numbr, doctrd, considret, murdrr)になるとか、-tion が省略されて -tn や -shn [SoundSpel の -shun を反映]、など。"　しかしながら、サウンドスペルはこれらの場合において伝統的綴り字に賛同する。なぜなら、まず、改革の "当面の目標は単語の完全な発音を反映させること" である。第２に、単語の派生語はしばしばストレスのあるＲつき母音を含んでいるからである(e.g., victor, unstressed, to victorious, stressed)。伝統的綴り字を守ることは、審美眼的関係性を維持する際に有用たりうる。

### ⟨er⟩ と ⟨ur⟩
初期のサウンドスペルでは、書記素 ⟨ur⟩ は /ɜːr/ をあらわし、convert (名詞) と convurt (動詞) のように、ある種の単語ではストレスを区別して示す助けになることがあった。より最近では、サウンドスペルは、違う音をあらわすこれらの書記素をひとまとめにして使う。
新しいルールでは両者の区別が復活した。

### 見かけ上の複母音
たとえば "ea"のように、母音字のペアがサウンドスペルの表にある二重音字に合わない場合は、その　音節は最初の母音字で終わる : react (ea はサウンドスペルでは二重音字ではない), jeenius, creaetiv.。 ３つあるいは４つの母音字がある単語の場合には、音節は最初の二重音字で終わる（区切りとなる）: たとえば flooid では floo-id のような発音。つまり、flo-oid ではない。)、hieest, inueendo, paeabl, evalueaet.。(This simple rule eliminates the need for an awkward and unenglish dieresis (flooïd, hieëst, evalueäet) as required in the Ripman and Dewey notations.と続く。この単純なルールによって英語らしくない分音記号を使わずにすむということ。)

### ハイフンと音節の区切り
サウンドスペルでは、ハイフンは多くの用途がある。それがなければ二重音字と間違えるかもしれない隣接する文字を別々に分ける。次のような例が含まれる： ⟨nk⟩ in man-kiend (mankind), ⟨rr⟩ in for-runer (forerunner) ⟨sh⟩ in dis-harten (dishearten), ⟨th⟩ in pent-hous (penthouse)、そして ⟨wh⟩ in cow-hand (cowhand) など。"n-g" が視覚的にぎこちないであろう場合、２つの n が音節の閉鎖を示す： enngaej (engage), enngulf (engulf), enngraev (engrave) など。実際、enngaej は、二重の n の頻度数の半分以上を占める。ハイフンは、また、⟨y⟩の文字が音節の始まる子音字(barn-yard, mid-yeer for mid-year)であって、音節が終わる母音字ではない(handyman, apreeshyaet for appreciate)ことを示すために使われる。 後者のほうがずっとより頻繁に生じる。-y が視覚的にぎこちないであろう場合(mil-yon for million や compan-yon for companion などのように), ２つの l や２つの n が音節の切れ目のしるしとなる、なので、millyon と compannyon のような書き方。先行するルールや上で見たような "off" や "oss" 関連のルールをのぞけば、あらゆる二重子音字は、それらのまんなかで子音の区切りを持つ：meelles (mealless), unnumberd (unnumbered), buukkeeper (bookkeeper), cattael (cattail) など。これらの二重子音字は、しばしば重複音をあらわす。ハイフンが接頭辞につくとき、その母音（母音字の読み方）が長いことを(e.g., co-ed, re-arm, bi-lateral)示す。隣接して先行する（まえにくっつく）母音（母音字の読み方）もまた長い(bio-, neo-)。jeo-sentrik (geocentric) と jeolojy (geology) を比較のこと。jeo-sentrik では、⟨e⟩ が長いのは後に続く長い ⟨o⟩ があるからで、そして、その ⟨o⟩ が長いのはハイフンによる。jeolojy においては、⟨e⟩ だけが長い。
⟨ar⟩ と ⟨or⟩ のうしろにストレスのある母音があるとき (e.g. maroon, memorandum)、その ⟨a⟩ と ⟨o⟩ は /ʌ/ で発音され、その ⟨r⟩ は新しい音節のはじまりになる。

## 例外

### よく使う単語と固有名詞
つぎのような、ものすごくふつうの単語は、不規則に綴られたままとする：as, be, do, has, he, his, she, me, we, is, of, th (the), thru (through), to, U (you), was.でなければ、これらの単語は、それぞれ az, bee, doo, haz, hee, hiz, shee, mee, wee, iz, uv, thee, throo, too, ue, wuz のように書かれるだろう。これらに由来する単語(たとえば being, together, thruout など)は、語根を変更しない。そして、接尾辞の -ful も変えないままにする。単語の I は、伝統的綴り字におけるのと同様、大文字表記を維持。単語の U は、you の綴り替えであり、同様にする。Edward Rondthaler が書いたように、"われわれは「私」を意味する I を大文字で書く世辞を受け入れるのだから、「あなた」を意味する大文字 U の礼儀を拡大しよう。"しかしながら、サウンドスペル1978年版では、I も U も大文字化されていなかった。
固有名詞に関しては、「改革を迫ることによって得るものがほとんどなく、うしなうものが大きい」ので、サウンドスペルは人名も含めてそれらの綴りをそのままにする傾向がある。しかしながら、辞書ではまだサウンドスペルを不規則な固有名詞の発音をあらわすために使えたかもしれないし、月や曜日もまた綴り替えられたかもしれない。

### 名詞の複数形や動詞の三単現など
複数形の接尾辞 -s (as in jobs)、所有格の接尾辞 -'s (as in man's)、そして三人称単数現在の動詞の接尾辞 -s (as in he runs) などは、たとえこれらすべての場合で /z/ の発音になることがあったとしても、(綴りの)変更はない。二重の s は、これらの単語を区別するために使うことができる：たとえば、caes (cays, /keɪz/) vs. caess (case, /keɪs/) のように。これは、複数形を純粋に表音的に綴る (e.g., clooz for clues) The Dictionary of Simplified American Spelling との違いである。
⟨x⟩ の文字は、/k/の音で終わる単語の複数形をかたちづくらない。たとえば、dok (dock) の複数形は dox ではなく、doks である。これは、(フォーマルな)伝統的綴り字にしたがう。

## 特徴
- 英語にとって異質ないかなる新しい記号も導入しない。かくして、QWERTY配列のキーボードとの相性がよい。そして、ダイアクリティカルマーク(発音区別符号)を導入しない。

- なじみのある二重音字に頼っている。ただし、⟨aa⟩, ⟨uu⟩, ⟨zh⟩ などは、なじみがあるとはいえない。これらは実際、 aardvark, squush, zhoosh など、いくつかの単語には見られる。

- 既存の単語の外見を劇的に(すなわちラテンアルファベットでない文字の使用を通じて)変えることがなく、そして全般的にテキストの長さが約4%へる。[56] サウンドスペルは、また、話し言葉ではより正確な発音を促進させる。

- 多くの二重の文字を、サウンドスペルでは"余分"なので、取り除く。実質的には、読まない文字を持たない。

- 話し言葉では、そして書き言葉では、文脈がすべてを引き受けるので、サウンドスペルは同音異義語を（差異をつけて）区別するようには意図されていない。[57]しかしながら、書き言葉が話し言葉とマッチさせられるので、多くの同綴異義語が（綴りの違いで）区別される。たとえば、read は  reed(現在形) と red (過去形) になる。

- 書き言葉の一貫性に改良をもたらす。それによって、伝統的な英語の綴りと比較して学習時間と読む際の読み書き困難を削減することになる。

- 英語の正書法になじんでいる人たちにとって、ほかのシステムよりも学びやすく、とくに読みやすい。しかしながら、（数々の）妥協点やルールの例外は、純粋に音素ベースで表音的な正書法システムだったとした場合よりも、サウンドスペルの学習を難しくしてしまう。

- Dictionary of simplified American Spelling によれば、"[サウンドスペルは]伝統的綴り字と完全に親和性・互換性があり、いかなる好みの割合でも混ぜることができる。"[58]

- 書記素の ⟨u⟩ は、語末では決して /ə/ をあらわすために使われることはなく、⟨a⟩ が代わりに使われる。実際、U は、サウンドスペルにおいて⟨u⟩で終わる唯一の単語であると思いきや、例外としては "thru" もある。[59]

## 綴りと発音の混乱
サウンドスペルのルールでは、つぎのようなことがありうる。
- dinner が diner になり、diner が diener になる。
- supper が super になり、super が sooper になる。
- align が alien になり、alien が aelyen(今は aelian)[11] になる。
- line が lien になり、lien が leen[11] になる。
- mine が mien になり、mien が meen になる。mean や mesne も meen になる。
- bright が briet になり、brief が breef になる。
- dight, dite が diet になり、diet が dieet になる。
- quite が qiet になり、quiet が qieet になる。
- sky が ski になり、ski が skee になる。
- sepulture が sepulcher になり、sepulcher が sepulker になる。
- warm が worm になり、worm が werm(今は wurm)[11] になる。
- wild が wield になり、wield が weeld になる。
- chilled が child になり、child が chield になる。
- banned が band になる。
- match が mach になり、mach は(ルール上は) mak(?) になる。
- thigh と thy は、発音が異なるのに同じ綴り(thi)になる。
- sheath と sheathe は、発音が異なるのに同じ綴り(sheeth)になる。